# As (karta)
As je pri igrah s kartami najmočnejša igralna karta. Beseda as izhaja iz stare francoske besede, ki pomeni star rimski kovanec.

## Primeri kart
| Pikov as | Križev as | Srčev as | Karo as |
| -------- | --------- | -------- | ------- |
|          |           |          |         |